# Choristima amphikoma
Choristima amphikoma är en kackerlacksart som beskrevs av Roth, L. M. 1992. Choristima amphikoma ingår i släktet Choristima och familjen småkackerlackor. Inga underarter finns listade i Catalogue of Life.